# Eparchia di Ispahan
L'eparchia di Ispahan (in latino Eparchia Hispahanensis Armenorum) è una sede della Chiesa armeno-cattolica in Iran immediatamente soggetta alla Santa Sede. Nel 2021 contava 150 battezzati. È retta dall'eparca Sarkis Davidian.

## Territorio
L'eparchia estende la sua giurisdizione su tutti i fedeli armeno-cattolici dell'Iran.
Sede eparchiale è la città di Teheran, dove si trova la cattedrale di San Gregorio l'Illuminatore.
Il territorio comprende una sola parrocchia.

## Storia
La presenza armena in Persia ha origine agli inizi del XVII secolo, quando lo Scià Abbas I, dopo aver conquistato la Grande Armenia (1605), trasferì a Ispahan, capitale del suo regno, numerose famiglie armene, per le quali fece costruire un nuovo quartiere. I missionari latini, che furono chiamati in Persia nello stesso periodo, si presero cura della comunità armena, aiutandola a costruire chiese e scuole. Alcune famiglie armene aderirono alla Chiesa cattolica. La persecuzione contro i cristiani a partire dalla metà circa del XVIII secolo fece fuggire verso la Russia o l'Europa occidentale molti armeni persiani.
Nel 1828 la congregazione di Propaganda Fide, desiderosa di riorganizzare la piccola comunità armeno-cattolica che era rimasta in Persia, inviò un missionario d'origine armena, formatosi a Roma, Giovanni Dardarian, che riuscì ad ottenere dallo scià nel 1834 un decreto di protezione della comunità armena.
Nel 1848 l'arcieparca di Costantinopoli Andon Hassoun, futuro patriarca, propose alla Santa Sede la fondazione di nuove diocesi armeno-cattoliche, 5 nell'impero ottomano ed 1 in Persia.
Papa Pio IX dette il suo assenso ed eresse l'eparchia di Ispahan il 30 aprile 1850 con la bolla Ad supremum apostolatus. Inizialmente la nuova eparchia era suffraganea dell'arcieparchia di Costantinopoli; dal 1866 passò sotto la diretta giurisdizione del patriarcato di Cilicia degli Armeni.
A lungo la sede rimase vacante ed amministrata direttamente dai patriarchi armeni tramite dei vicari. Solo nel 1954 furono nuovamente nominati dei vescovi per l'Iran.
Agli inizi del XX secolo la comunità armeno-cattolica era costituita da circa 7.500 fedeli, serviti da 11 sacerdoti, ma solamente con 4 chiese o cappelle. Nel corso del secolo questa cifra continuò a diminuire sensibilmente, e oggi, secondo i dati dell'Annuario Pontificio, gli armeno-cattolici del Paese sono ridotti a poche decine di fedeli.

## Cronotassi dei vescovi
Si omettono i periodi di sede vacante non superiori ai 2 anni o non storicamente accertati.
- Giovanni Dardarian † (30 aprile 1850 - giugno 1852 deceduto)
- Giovanni Zadighian † (15 aprile 1859 - 22 aprile 1860 dimesso)
- Gregorio Dabanly (Dabanlian) † (26 aprile 1861 - ?)
  - Sede amministrata dal Patriarca di Cilicia (prima del 1899 - 1954)
- John Baptist Apcar † (24 agosto 1954 - 9 luglio 1967 deceduto)
- LéonceTchantayan † (29 agosto 1967 - 16 gennaio 1972 dimesso[1])
- Vartan Tekeyan, I.C.P.B. † (6 dicembre 1972 - 12 aprile 1999 deceduto)
- Nechan Karakéhéyan, I.C.P.B. † (27 settembre 2000 - 2 aprile 2005 nominato ordinario dell'Europa orientale[2])
  - Sede vacante (2005-2015)
- Sarkis Davidian, dal 1º ottobre 2015

## Statistiche
L'eparchia nel 2021 contava 150 battezzati.
| anno | popolazione | popolazione | popolazione | presbiteri | presbiteri | presbiteri | presbiteri                | diaconi | religiosi | religiosi | parrocchie |
| anno | battezzati  | totale      | %           | numero     | secolari   | regolari   | battezzati per presbitero | diaconi | uomini    | donne     | parrocchie |
| ---- | ----------- | ----------- | ----------- | ---------- | ---------- | ---------- | ------------------------- | ------- | --------- | --------- | ---------- |
| 1949 | 2.500       | 15.000.000  | 0,0         | 4          | 4          |            | 625                       |         |           | 6         | 3          |
| 1970 | 2.000       | 24.000.000  | 0,0         | 4          | 3          | 1          | 500                       |         | 1         | 12        | 3          |
| 1980 | 2.700       |             |             | 3          |            | 3          | 900                       |         | 3         | 11        | 1          |
| 1990 | 2.180       |             |             | 3          |            | 3          | 726                       |         | 3         | 4         | 2          |
| 1998 | 2.200       |             |             | 2          |            | 2          | 1.100                     |         | 3         | 3         |            |
| 2001 | 10.000      |             |             | 2          |            | 2          | 5.000                     |         | 3         | 1         | 1          |
| 2002 | 10.000      |             |             | 2          |            | 2          | 5.000                     |         | 2         | 1         | 1          |
| 2003 | 10.000      |             |             | 2          |            | 2          | 5.000                     |         | 2         | 1         | 1          |
| 2004 | 10.000      |             |             | 2          |            | 2          | 5.000                     |         | 2         | 1         | 1          |
| 2009 | 8.000       |             |             | 2          |            | 2          | 4.000                     |         | 3         | 1         | 1          |
| 2013 | 200         |             |             |            |            |            | -                         |         |           | 1         | 1          |
| 2016 | 150         |             |             | 1          |            | 1          | 150                       |         |           |           | 1          |
| 2019 | 150         |             |             |            |            |            |                           |         |           |           | 1          |
| 2021 | 150         |             |             |            |            |            |                           |         |           |           | 1          |